# Chinese vechtkwartel
De Chinese vechtkwartel (Turnix tanki) is een vogel uit de familie Turnicidae (Vechtkwartels).

## Verspreiding en leefgebied
Deze soort komt voor in Azië en telt twee ondersoorten:
- T. t. tanki: centraal Pakistan, India, de Nicobaren en Andamanen.
- T. t. blanfordii: van zuidoostelijk Siberië, Korea en noordoostelijk China tot Myanmar, Thailand en Indochina.

## Externe link

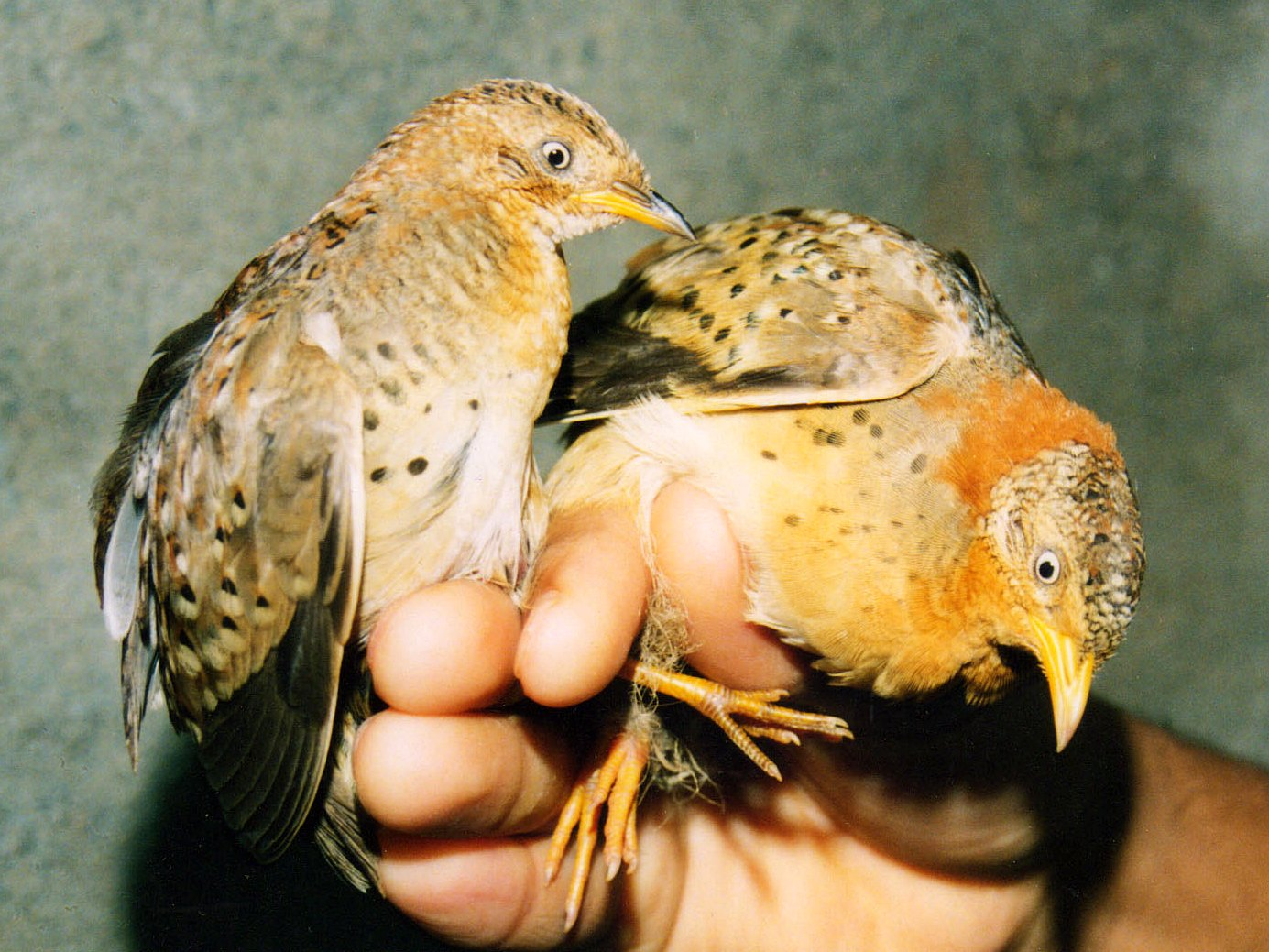